# Rocellaria carcellesi
Rocellaria carcellesi is een tweekleppigensoort uit de familie van de Gastrochaenidae. De wetenschappelijke naam van de soort is voor het eerst geldig gepubliceerd in 1970 door Z. J. de Castellanos.